# Neuvillers-sur-Fave
Neuvillers-sur-Fave – miejscowość i gmina we Francji, w regionie Grand Est, w departamencie Wogezy.
Według danych na rok 1990 gminę zamieszkiwało 276 osób, a gęstość zaludnienia wynosiła 54 osób/km² (wśród 2335 gmin Lotaryngii Neuvillers-sur-Fave plasuje się na 773. miejscu pod względem liczby ludności, natomiast pod względem powierzchni na miejscu 1001.).